# Philippe de Champaigne

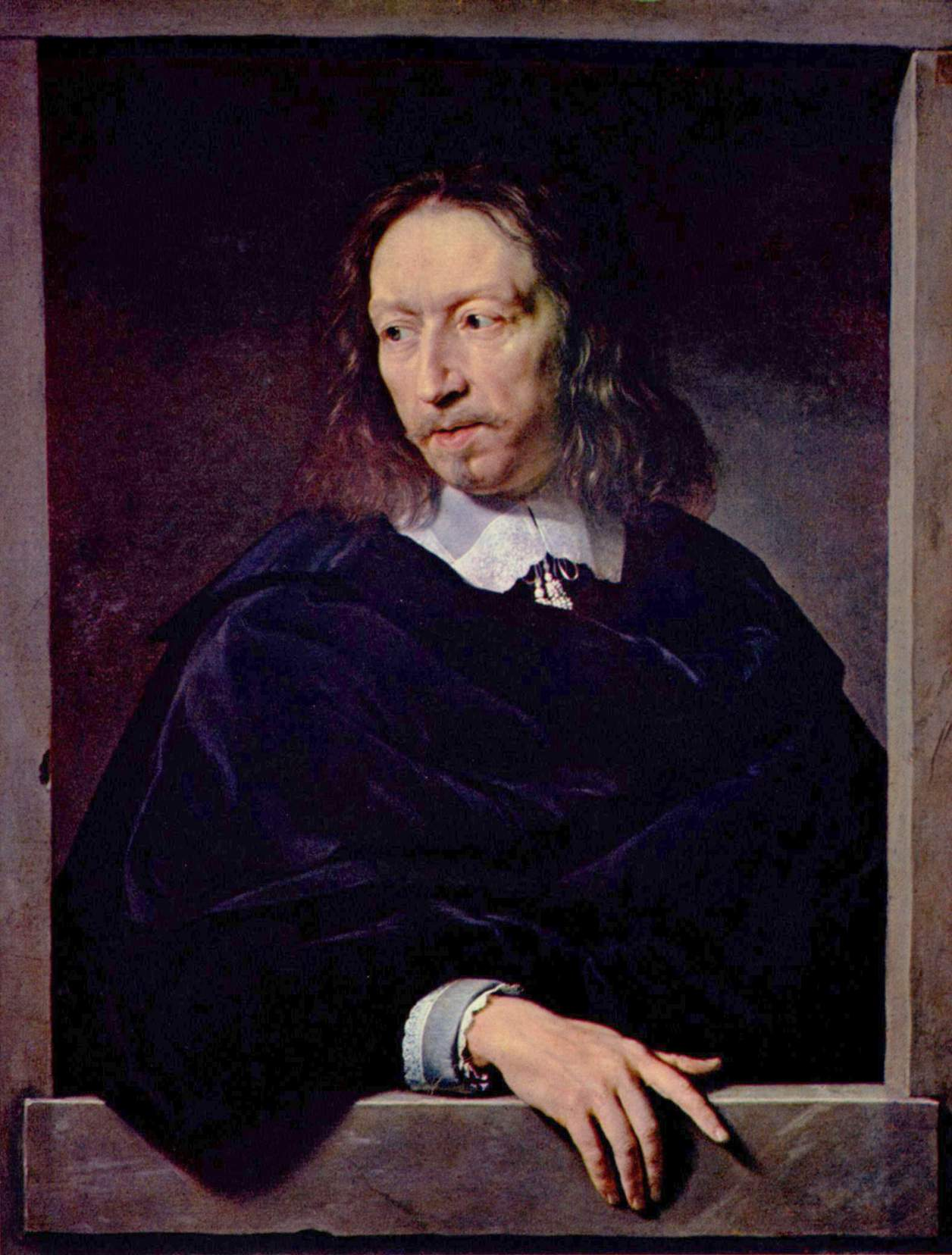
Arnauld d'Andilly porträtterad av Philippe de Champaigne.

Philippe de Champaigne, född 23 maj 1602, död 12 augusti 1672, var en fransk konstnär bördig från Flandern.
Champaigne kom 1621 från sin födelsestad Bryssel till Paris, där han en tid arbetade hos Georges Lallemand och gjorde Nicolas Poussins bekantskap. Den senares inflytande är tydligt i Champaignes tidigare produktion. Till en början arbetade han främst som dekoratör, men 1628 blev han hovmålare, och kom med tiden att bli en av de mest anlitade porträttörerena i Frankrike. Han berömda portärtt av Richelieu, Ludvig XIII, Turenne, Jules Mazarin med flera, blev tidigt reproducerade som kopparstick. Champaigne stod tidigt i förbindelse med jansenisterna i Port-Royal. På senare år blev hans konst på grund av familjesorger mer allvarligt betonad. Av hans altarbilder märks Nattvarden (1648) på Louvren.

## Målningar

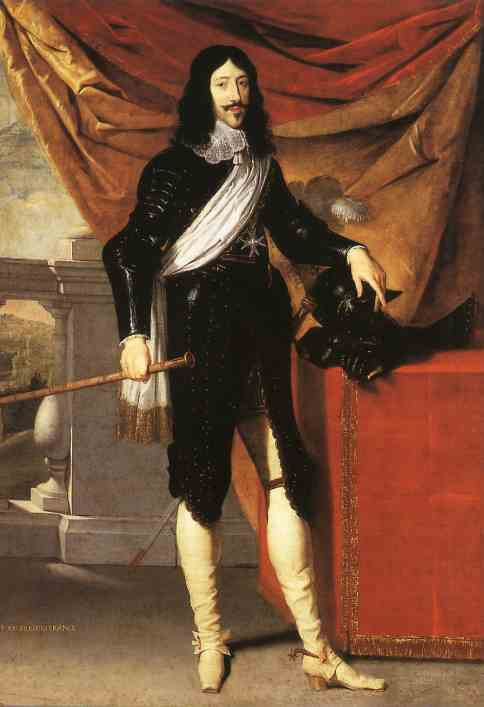
Ludvig XIII:s ed (1638)
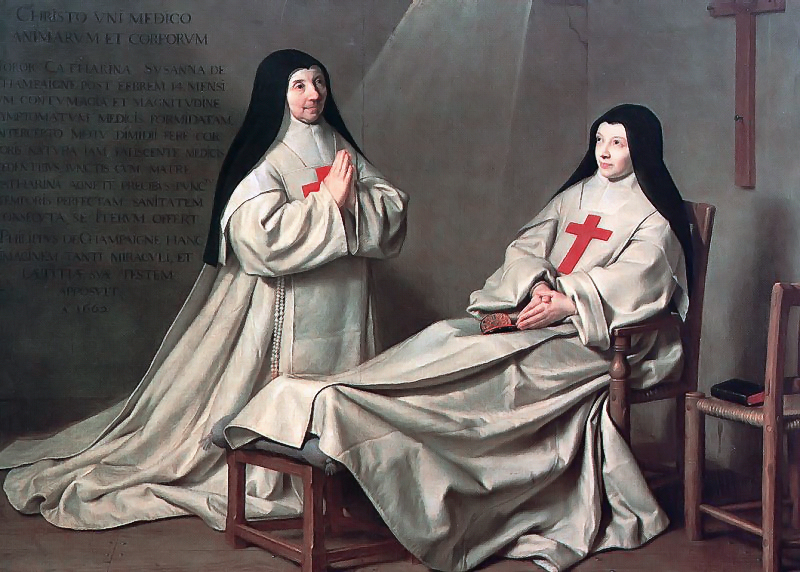
Ex voto (1662)
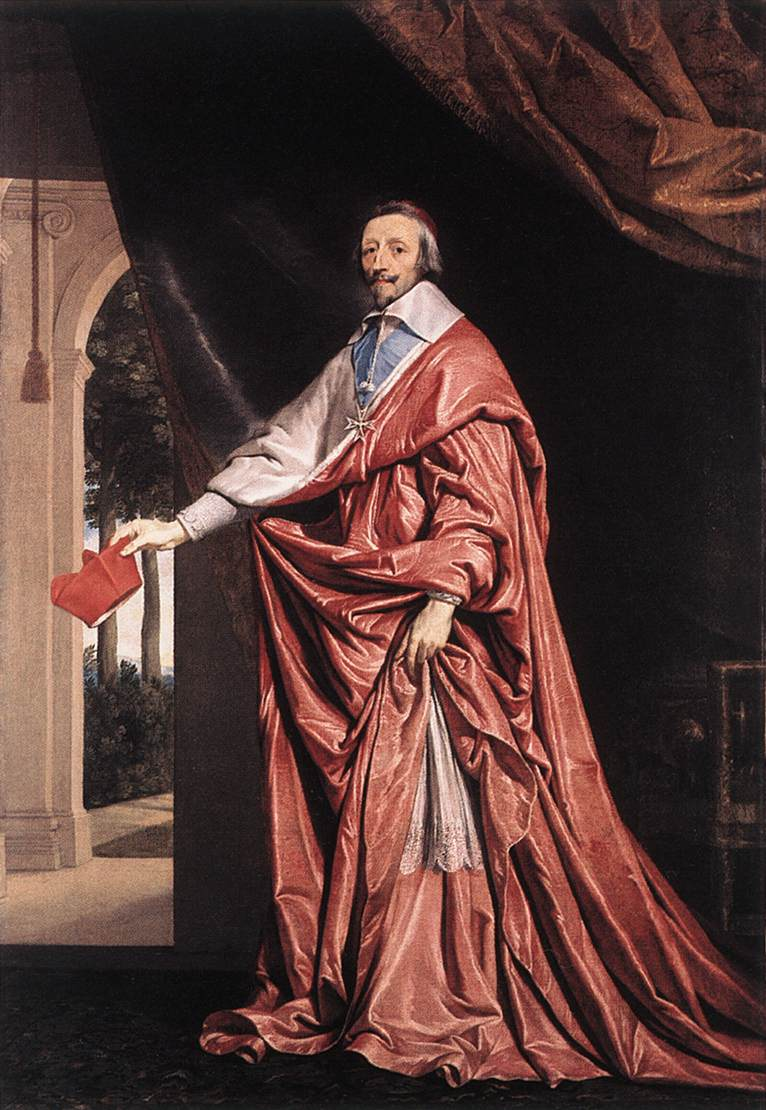
Kardinal Richelieu
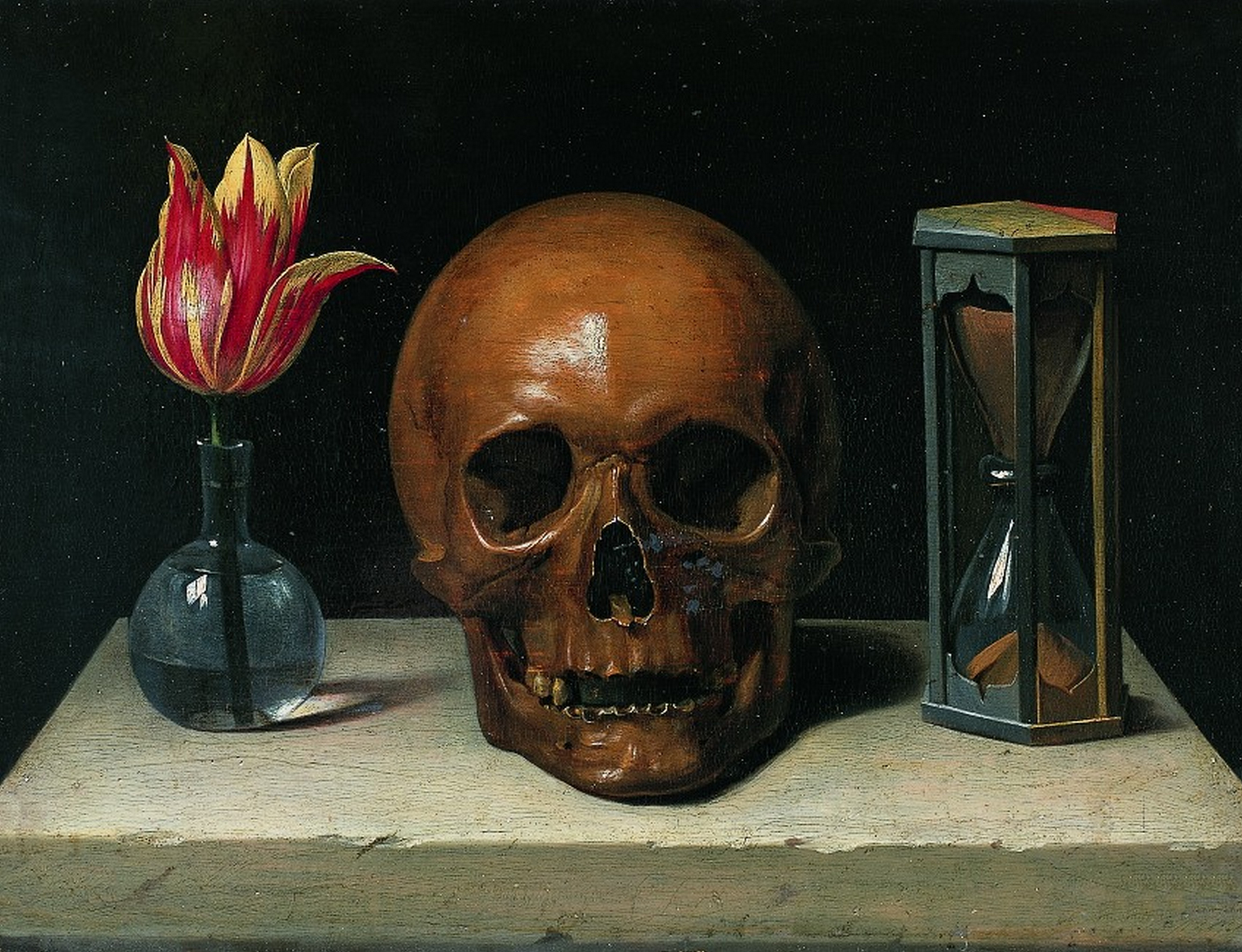
Stilleben med en skalle

- Frambärandet i templet
- Gaston de Foix (1635)